# Albatros W 3
Die Albatros W 3, auch: VT für „Versuchs-Torpedoflugzeug“, war ein zweimotoriges deutsches Militärflugzeug der Albatros Flugzeugwerke im Ersten Weltkrieg. Nach der Kategorisierung der Kaiserlichen Marine war sie ein sogenanntes T-Flugzeug.

## Entwicklung
Im September 1915 gab das Reichsmarineamt eine Ausschreibung für ein zweimotoriges Seeflugzeug heraus, das als Torpedoträger nutzbar sein sollte. Als Reaktion entstand bei Hansa-Brandenburg die GW und auch Albatros entwarf nach einer Bestellung vom 9. September unter der Leitung von Chefkonstrukteur Karl Grohmann ein entsprechendes Muster. Anfang November 1915 erging der Auftrag, das Muster als experimentellen Torpedobomber zu bauen, weshalb es als Versuchs-Torpedoflugzeug (VT) bezeichnet wurde. Das Kürzel W 3 wurde erst nachträglich vergeben. Eine Auftragsbedingung  betraf den Einbau einer muldenförmigen Vertiefung im Rumpfboden, in der der Torpedo mit einer Neigung von 5° Aufnahme finden sollte. Innerhalb eines halben Jahres wurde der Prototyp vollendet und am 1. Mai 1916 mit der Marine-Nummer 527 zunächst zur Ermittlung der Flugeigenschaften an das Seeflugzeug-Versuchskommando (SVK) nach Warnemünde geliefert. Die Flugerprobung verlief ohne Beanstandungen und die W 3 wurde am 5. August 1916 abgenommen. Anschließend wurde sie dem Torpedoversuchskommando (TVK) in Eckernförde übergeben, wo eine Einrichtung zum Torpedoabwurf installiert wurde. Nachfolgend wurden entsprechende Versuche in Holtenau und der Flensburger Förde durchgeführt, die wichtige Erkenntnisse über den zukünftigen Einsatz der erst seit kurzem existierenden Gattung der Torpedoflieger erbrachten. Die W 3 war von Anfang an als reiner Versuchsträger vorgesehen, weshalb nach dem Abschluss der Tests auch keine Serienproduktion eingeleitet wurde. Die gewonnenen Erkenntnisse flossen jedoch in die verbesserte Weiterentwicklung W 5 ein. Die W 3 aber wurde bereits am 22. September 1915 aus den Inventarlisten gestrichen.

## Konstruktion
Die W 3 war ein dreistieliger, verspannter Doppeldecker in Ganzholzbauweise. Die beiden Benz-Reihenmotoren waren in der inneren Stielebene in Druckanordnung in Gondeln verbaut und zum Oberflügel hin verstrebt. Der Torpedo saß mittig unter dem Rumpf in einer Abwurfvorrichtung. Die zweistufigen Schwimmer waren 7,10 m lang bei einer Breite von 0,90 m und wogen 147 kg. Das Volumen betrug 3400 l. Die Luftschrauben stammen von Garuda; ihr Durchmesser betrug 2,80 m bei einer Steigung von 1,54.

## Technische Daten

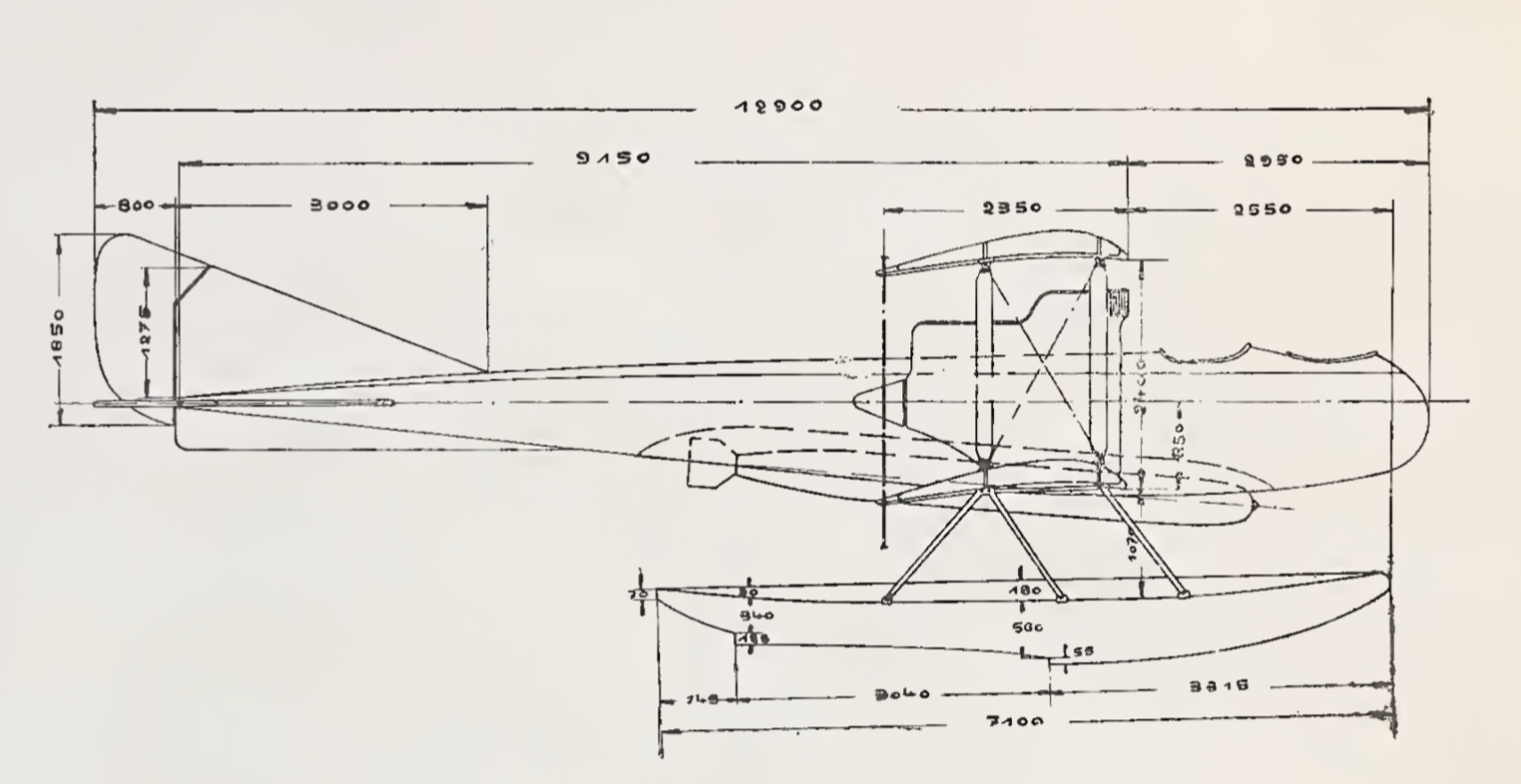
Riss der Seitenansicht

| Kenngröße             | Daten                                                                                     |
| --------------------- | ----------------------------------------------------------------------------------------- |
| Besatzung             | 3                                                                                         |
| Länge                 | 12,90 m                                                                                   |
| Spannweite            | Oberflügel 19,10 m, Unterflügel 17,96 m                                                   |
| Höhe                  | 4,25 m                                                                                    |
| Flügelfläche          | 88,94 m²                                                                                  |
| Querruder             | 4,80 m²                                                                                   |
| Höhenruder            | 3,80 m²                                                                                   |
| Seitenruder           | 1,50 m²                                                                                   |
| Flächenbelastung      | 39,7 kg/m²                                                                                |
| Leistungsbelastung    | 10,78 kg/PS                                                                               |
| Leermasse             | 2075 kg                                                                                   |
| Startmasse            | 3519 kg                                                                                   |
| Triebwerk             | zwei wassergekühlte 6-Zylinder-Reihenmotoren Benz Bz III                                  |
| Nennleistung          | 150 PS (110 kW) bei 1420/m                                                                |
| Höchstgeschwindigkeit | 118 km/h auf Meereshöhe                                                                   |
| Steigleistung         | 12 min auf 500 m Höhe 25 min auf 800 m Höhe 37 min auf 1000 m Höhe 50 min auf 1200 m Höhe |
| Brennstofftank        | 744 l                                                                                     |
| Flugdauer             | 6,5 h                                                                                     |
| Bewaffnung            | zwei bewegliche 7,9-mm-MG                                                                 |
| Abwurfmunition        | ein 726-kg-Torpedo                                                                        |